# Zajatci ledu
Zajatci ledu (francouzsky Les Otages des Glaces) je šestý příběh francouzského spisovatele Georgese-Jeana Arnauda ze světa Ledové společnosti vydaný v roce 1982.
Jde o postapokalyptický sci-fi román o 17 kapitolách zasazený do prostředí Nové doby ledové.
Česky vydalo knihu nakladatelství Najáda Praha v roce 1993.

## Postavy
- Fuerza – panamerický zpravodaj, pátrá po Yeuze v Sibiřské společnosti.
- Jdrien – Zrzavý syn Liena Raga.
- Kurts – železniční pirát působící v zájmu Zrzavých lidí.
- Lien Rag – hlavní postava příběhu, glaciolog.
- Mrs. Diana – vlivná akcionářka Panamerické společnosti.
- Oude – poručík Sibiřské společnosti pověřený dohledem nad kabaretem Miki.
- Rando – pobočník Kurtse.
- Skoll – Lienův přítel, napůl Zrzavý, působí v Západní zóně.
- Sofi – sibiřský plukovník, velitel účinných jízdních jednotek.
- Yeuze Semper – kabaretní zpěvačka a Lienova dobrá přítelkyně.

## Námět
Mezi Transevropskou a Panamerickou společností se formuje nárazníková zóna, území Zrzavých lidí a právě tam odváží pirát Kurts Liena Raga. Mezitím se kabaret, v němž Yeuze ukrývá Lienova Zrzavého syna Jdriena dostává do zajetí Sibiřské společnosti a musí hrát představení pro jejich vojenské hodnostáře. Za osvobozením Liena stojí jeho přítel – bývalý poručík Skoll, jenž jej chce využít jako zvěda v Panamerické společnosti. Lien Rag nabídku přijímá.

## Děj
Železniční pirát Kurts odváží zachráněného Liena Raga na území Zrzavých mezi Transevropskou a Panamerickou společností. Než se tam dostanou, musí podstoupit několik bojů s transevropskými vojenskými jednotkami. Společnost má velký zájem o glaciologa, nabízí dokonce Kurtsovi velké výkupné. Ten se ale nenechá zlákat penězi a dopraví Raga za svým přítelem Skollem do Glass Station v Západní zóně – území Zrzavých lidí. Skoll má pro něj úkol: Lien Rag má infiltrovat do Panamerické společnosti, podávat zprávy o její síle a zároveň zveličovat potenciál mladého státu Zrzavých. Nakonec souhlasí.
Situace na východní frontě se vyvíjí v neprospěch Transevropské společnosti a Sibiřané zajímají mnoho vojenských jednotek, spolu s nimi se octne na druhé straně fronty i kabaret Miki. Yeuze se stará o Lienova syna Jdriena, od prvních dnů zajetí přemýšlí o útěku. Dozorem nad kabaretem je pověřen poručík Oude. Sdělí osazenstvu, že od nynějška budou pořádat představení pro jejich pohlaváry. Po jednom z divadelních výstupů se Yeuze nechá pozvat na večeři plukovníkem
Sofi. Plukovník Sofi, velitel kavalérie, jí poskytne určité výhody, bere ji i s Jdrienem na projížďky, učí jí jízdě na koni a zařídí výlety po okolí. Šance Yeuze na útěk dostávají reálné kontury. Ale provede jej nerozvážně a plukovník Sofi ji zadrží, když se Yeuze pokusí ujet na koni i s Jdrienem. Trest ji nemine, ale není z kategorie krutých. Yeuze má k plukovníkovi ambivalentní vztah, nenávidí jej a zároveň touží po jeho objetí. Kabaret má díky jejich vztahu zajištěnu ochranu vlivného armádního činitele. Po čase je však Sofi odvelen do první linie a vrací se zraněný.
Lien Rag se v Panamerické společnosti vydává za uprchlíka z Transevropské a je několik týdnů vyslýchán. Panameričany ani tak nezajímá stát Zrzavých lidí, jako spíše tajná organizace Obnovitelů slunce, kterou vnímají jako hrozbu.
Lien se posléze díky své kvalifikaci vypracuje a je pověřen vedením gigantického projektu tunelu spojujícího oba konce Panamerické společnosti. Jako benefit požaduje informace o Yeuze a jeho synovi Jdrienovi. Do Sibiřské společnosti se vydává agent Fuerza a kontaktuje Yeuze jako falešný novinář. Yeuze se tak dozvídá, že je Lien naživu.
Na stavbě metra se objevil velký problém, starý tanker s nákladem nafty, jenž hrozí výbuchem. Lien Rag navrhne velmi riskantní řešení, sám tráví na úspěšné realizaci veškerý svůj čas, je přepracovaný. Mise je nakonec úspěšná.
Mrs. Diana, jedna z nejvlivnějších akcionářek Panamerické společnosti chce Liena získat pro své plány. Snaží se jím manipulovat, avšak i on již získal jistou popularitu a dokáže vzdorovat.
Kabaret je odvelen z frontové oblasti a poručík Oude se stává de facto vládcem v tomto mikrosvětě. Zavádí přísná pravidla a jednoho dne odhalí původ Jdriena. Této situace hodlá využít, aby mohl Yeuze sexuálně vydírat. Při jeho harassmentu jej Yeuze udeří džbánem do hlavy a zabije jej. Při následném vyšetřování je obviněna a poslána na 20 let do
vězeňského vlaku. Ještě předtím stihne předat Jdriena do péče kabaretního trpaslíka.
Lien Rag podmíní své pokračování na megalomanském projektu nalezením Yeuze a syna Jdriena. Mrs. Diana mu to slíbí. Je otázkou, nakolik jsou její slova důvěryhodná.